# Chaseburg
Chaseburg és una població dels Estats Units a l'estat de Wisconsin. Segons el cens del 2000 tenia 306 habitants.

## Demografia
Segons el cens del 2000, Chaseburg tenia 306 habitants, 133 habitatges, i 80 famílies. La densitat de població era de 190,6 habitants per km².
Dels 133 habitatges en un 30,1% hi vivien nens de menys de 18 anys, en un 52,6% hi vivien parelles casades, en un 3,8% dones solteres, i en un 39,8% no eren unitats familiars. En el 33,8% dels habitatges hi vivien persones soles el 17,3% de les quals corresponia a persones de 65 anys o més que vivien soles. El nombre mitjà de persones vivint en cada habitatge era de 2,3 i el nombre mitjà de persones que vivien en cada família era de 2,99.
Per edats la població es repartia de la següent manera: un 25,2% tenia menys de 18 anys, un 6,2% entre 18 i 24, un 30,1% entre 25 i 44, un 22,2% de 45 a 60 i un 16,3% 65 anys o més.
L'edat mediana era de 37 anys. Per cada 100 dones de 18 o més anys hi havia 108,2 homes.
La renda mediana per habitatge era de 38.438 $ i la renda mediana per família de 45.417 $. Els homes tenien una renda mediana de 28.125 $ mentre que les dones 25.469 $. La renda per capita de la població era de 18.851 $. Aproximadament el 3,8% de les famílies i el 7,9% de la població estaven per davall del llindar de pobresa.

## Poblacions més properes
El següent diagrama mostra les poblacions més properes.